# Scha’ul Mofas

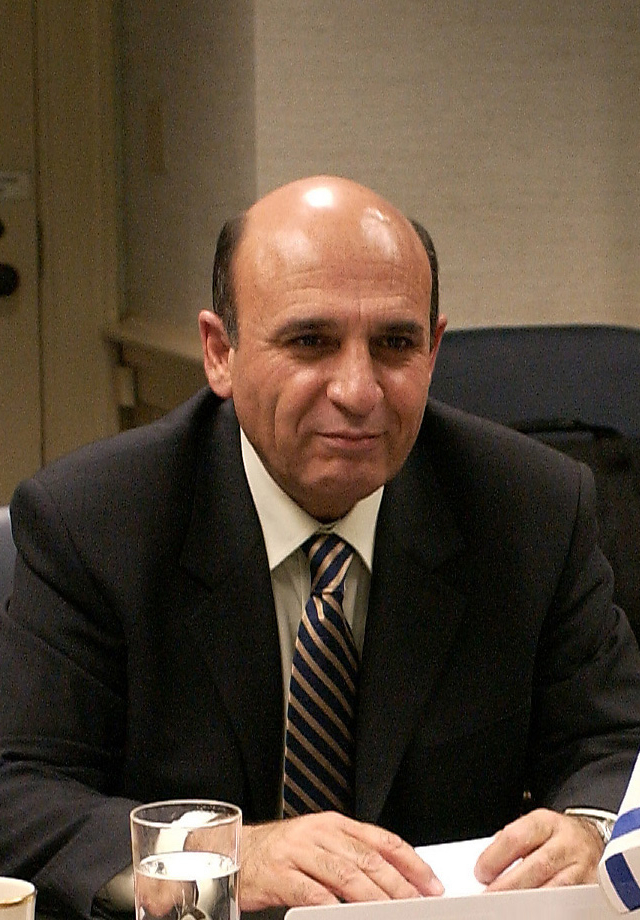
Schaul Mofas (2003)

Scha’ul Mofasⓘ oder Mofaz (hebräisch שאול מופז, [ʃaˈʔul muˈfaz]; * 4. November 1948 in Teheran, Iran) ist ein israelischer Offizier und Politiker, ehemaliger Vorsitzender der Kadima-Partei und 2012 zwischenzeitlich Vize-Premier in der Regierung von Benjamin Netanjahu. Zuvor war er der 16. Generalstabschef der israelischen Streitkräfte, 2002 bis 2006 Verteidigungs- und 2006 bis 2009 Verkehrsminister. Anfang 2015 erklärte er seinen Rückzug aus der Politik.

## Militärische Laufbahn
Mofaz wurde im Iran geboren und wanderte 1957 nach Israel aus. Gleich nach dem Gymnasium ging er 1966 zu den israelischen Streitkräften (Tzahal) und diente in der Fallschirmjäger-Brigade. Er nahm als Fallschirmjäger und als Mitglied der Spezialeinheit Sajeret Matkal am Sechstagekrieg, dem Jom-Kippur-Krieg, dem Libanonkrieg und der Operation Entebbe teil.
Scha’ul Mofas wurde im Libanonkrieg zum Kommandeur einer Infanteriebrigade ernannt. Später besuchte er das Command and Staff College des US Marine Corps in Quantico (Virginia). Nach seiner Rückkehr wurde er kurzzeitig zum Kommandeur der Offizierakademie ernannt, bevor er 1986 als Kommandeur in die Fallschirmjägerbrigade zurückkehrte.
Er war als Militär in verschiedenen höheren Positionen tätig und wurde 1988 zum Tat-Aluf befördert. Im Jahre 1993 wurde Mofas Kommandeur der Streitkräfte im Westjordanland. 1994 wurde er dann zum Aluf befördert und befehligte Truppen im Süden Israels. Seine rasche Militärkarriere gipfelte 1997 in der Ernennung zum stellvertretenden Generalstabschef und zum Generalstabschef (Ramatkal) im folgenden Jahr.
Besonders die finanziellen und strukturellen Reformen der israelischen Armee während seiner Amtszeit sind hervorzuheben. Wichtigstes Ereignis seiner Amtszeit ist jedoch der Ausbruch der Zweiten Intifada. Die harten taktischen Maßnahmen, die Mofaz traf, provozierten den Widerspruch der internationalen Gemeinschaft, wurden von der israelischen Öffentlichkeit aber als gerechtfertigte Antwort auf den Terror gewertet. Diskussionen entstanden besonders über die Offensive in Dschenin, befristete Einmärsche in den Gazastreifen und die Isolierung Jassir Arafats.
Mofas bekämpfte die Welle der Gewalt seit 1999 und rüstete Tzahal für den heftigen Guerillakampf in den israelisch besetzten Gebieten. Er ließ die Posten im Gazastreifen verstärken und hielt die israelischen Verluste durch die Verbesserung der Straßenkampftaktiken und den „intelligenten“ Einsatz von Bulldozern gering. Für einige dieser Handlungen (wie den Abriss von Wohnhäusern der Palästinenser) wurde er von linken israelischen Gruppen heftig kritisiert. Mofas kommandierte in der „Operation Schutzschild“ das israelische Eindringen in Dschenin, wobei er die schlecht vorbereiteten Soldaten zu einem aggressiven Vorgehen aufforderte. Dabei starben etwa 20 Israelis und 52 Palästinenser, wovon 22 Zivilisten waren.
Anlässlich einer Reise Mofas’ nach Großbritannien ermittelte Scotland Yard 2002 gegen ihn wegen des Verdachts auf an Palästinensern verübten Kriegsverbrechen. Die Menschenrechtsorganisation Amnesty International legte damals einen ausführlichen Sonderbericht vor, der sich insbesondere auf die Vorgänge in Dschenin bezog, und rief die britische Regierung zur Verhaftung Mofas’ als eines der Verantwortlichen auf.
Mit Hinweis auf Mofas entzog die israelische Armee 2004 der palästinensischen Besitzerin eines Landstücks im durch die Sperrmauer abgetrennten Grenzbereich des von Israel besetzten Westjordanland die Bewirtschaftung ihres Landes und verfügte die Fällung der dort befindlichen Bäume. Der 72-jährigen Witwe gab die Armee nach Angaben eines Berichts von Amnesty International die Begründung, das Land befinde sich in der Nähe des Wohnsitzes des damaligen Verteidigungsministers in der unmittelbar an der „Grünen Linie“ gelegenen Ortschaft Kochaw Ja'ir.

## Politik

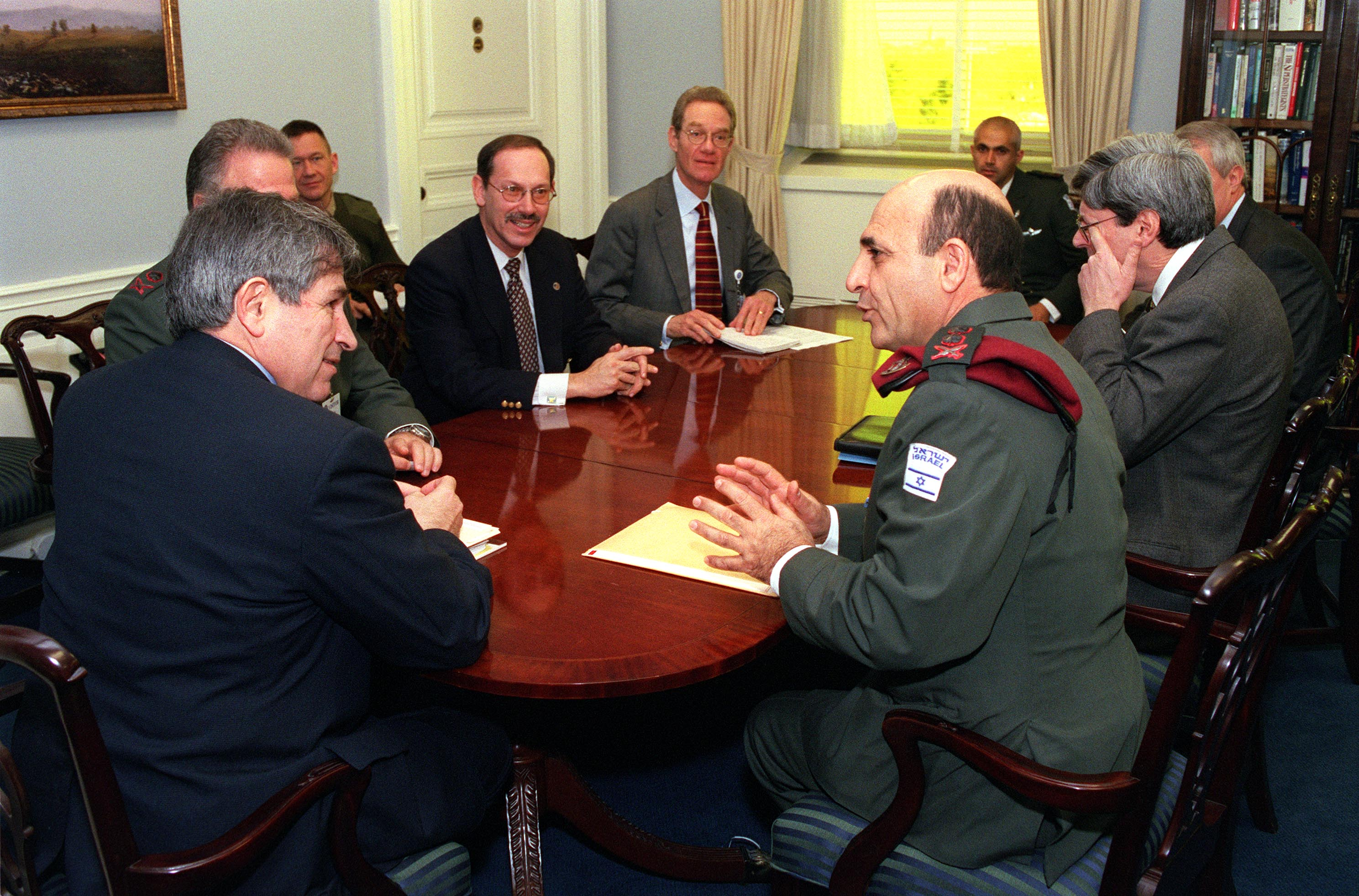
Schaul Mofas (vorne rechts) mit dem stellvertretenden US-Verteidigungsminister Paul Wolfowitz (links) 2002

Im Jahre 2002 wurde Scha’ul Mofas nach einer Regierungskrise zum Verteidigungsminister im Kabinett Ariel Scharons ernannt.
Nach seinem Austritt aus Tzahal wurde er Mitglied des Likud. Er gilt, obwohl er sich zu einem Abkommen mit den Palästinensern bekennt, als Hardliner. So sprach er sich für eine Liquidierung Arafats aus und erklärte, zu keinem Kompromiss mit Terrorgruppen wie der Hamas, dem Islamischen Dschihad oder den al-Aqsa-Märtyrerbrigaden bereit zu sein. Mofaz zeigt sich dank seiner militärischen Erfahrung überzeugt, den palästinensischen Terrorismus aufhalten zu können. Er trat nach einem Bericht des Armeerundfunks am 11. Dezember 2005 aus der Likud-Partei aus, um sich der neuen Kadima-Partei von Ministerpräsident Ariel Scharon anzuschließen. Der Schritt war ein herber Rückschlag für die Likud-Partei, die seit Jahrzehnten Israels Politik dominierte.
Im September 2008 war Mofas nach dem Rücktritt von Ehud Olmert Kandidat für den Kadima-Parteivorsitz, unterlag aber knapp der populären Außenministerin Tzipi Livni. Er kündigte unmittelbar nach der Niederlage gegen Livni eine Pause seiner politischen Betätigung an.
Am 26. März 2012 wurde Mofas in einer erneuten Urwahl zum Parteivorsitzenden gewählt. Er erreichte 61,7 % der abgegebenen Stimmen und bezwang damit Tzipi Livni, die 37,2 % erhielt.
Am 27. Januar 2015 verkündete er seinen Rücktritt als Parteivorsitzender von Kadima und zugleich seinen Rückzug aus der Politik.